# Moja droga Wendy
Moja droga Wendy (ang. Dear Wendy) – film kryminalny z 2005 roku w reżyserii Thomasa Vinterberga, powstały w koprodukcji Danii, Francji, Niemiec i Wielkiej Brytanii. Autorem scenariusza był Lars von Trier. Chociaż akcja filmu rozgrywa się w Wirginii Zachodniej, zdjęcia kręcono w Kopenhadze i Nadrenii Północnej-Westfalii (Bergkamen, Dorsten).
Obraz miał swoją premierę 22 stycznia 2005 roku podczas Sundance Film Festival. Na ekrany polskich kin wszedł 18 listopada 2005 roku. Vinterberg zdobył za film nagrodę za najlepszą reżyserię na MFF w Moskwie.

## Opis fabuły
Nastolatek Dick Dandelion mieszka w biednym miasteczku górniczym Estherslope. Czując pociąg do broni, którą nabył przez przypadek, przekonuje swoich kolegów z miasteczka do założenia klubu miłośników broni. Mottem tajemnej organizacji jest "Pacyfizm z bronią". Pewnego dnia młodzi ludzie zmuszeni są jej użyć w obronie własnej.

## Obsada
- Jamie Bell − Dick Dandelion
- Bill Pullman − Krugsby
- Michael Angarano − Freddie
- Alison Pill − Susan
- Danso Gordon − Sebastian
- Novella Nelson − Clarabelle
- Chris Owen − Huey
- Mark Webber − Stevie
- Trevor Cooper − ojciec Dicka

## Nagrody i wyróżnienia
- 2005, MFF w Moskwie:
  - nagroda Srebrny Św. Jerzy w kategorii najlepszy reżyser (nagrodzony: Thomas Vinterberg)
  - nominacja do nagrody Złoty Św. Jerzy (Thomas Vinterberg)
- 2005, World Soundtrack Awards:
  - nominacja do nagrody World Soundtrack w kategorii odkrycie roku (Benjamin Wallfisch)
- 2006, Robert Festival:
  - nominacja do nagrody Roberta w kategorii najlepsza oryginalna ścieżka dźwiękowa (Benjamin Wallfisch)
  - nominacja do nagrody Roberta w kategorii najlepsze kostiumy (Annie Périer)
  - nominacja do nagrody Roberta w kategorii najlepsza scenografia (Karl Júlíusson)